# Mausoleo libio-púnico de Dougga
El mausoleo libio-púnico de Dougga (mausoleo de Atban) es un antiguo mausoleo ubicado en Dougga, Túnez que incluía una inscripción bilingüe en los alfabetos púnico (fenicio) y líbico-bereber. Es uno de los tres ejemplos de la arquitectura real de Numidia, que se encuentra en buen estado de conservación y se remonta al siglo II antes de Cristo.
Como parte del sitio de Dougga, el mausoleo está catalogado por la UNESCO como Patrimonio de la Humanidad. El 17 de enero de 2012, el gobierno tunecino propuso que se incluyera en una futura clasificación de los mausoleos reales de Numidia y Mauritania y otros monumentos funerarios preislámicos.

## Historia

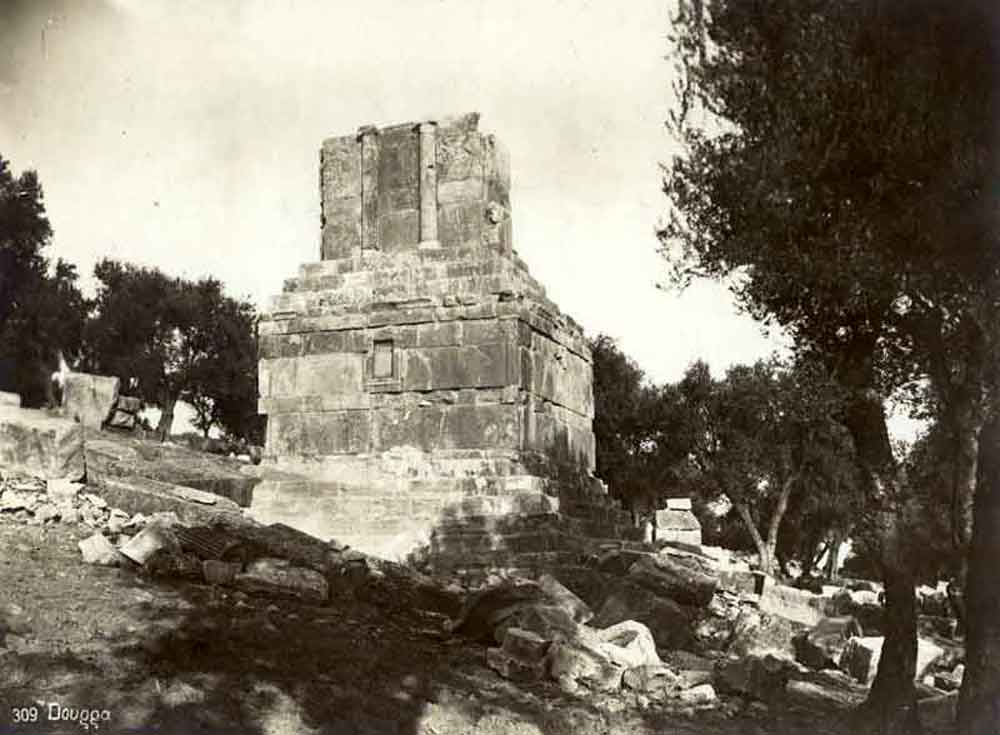
El mausoleo libio-púnico antes de su renovación.

Los primeros occidentales en visitar el sitio de Dougga llegaron en el siglo XVII, haciéndose las visitas más frecuentes a lo largo del siglo XIX.  El mausoleo fue descrito por varios de estos turistas y fue objeto de estudios arquitectónicos iniciales al final del período.
En 1842, el cónsul británico en Túnez, Thomas Reade, dañó gravemente el monumento en el proceso de retirar la inscripción real que lo decoraba. El estado actual del monumento es el resultado de una reconstrucción de las piezas esparcidas por el área circundante, realizada con el apoyo de Túnez por el arqueólogo francés Louis Poinssot entre 1908 y 1910.

## Descripción

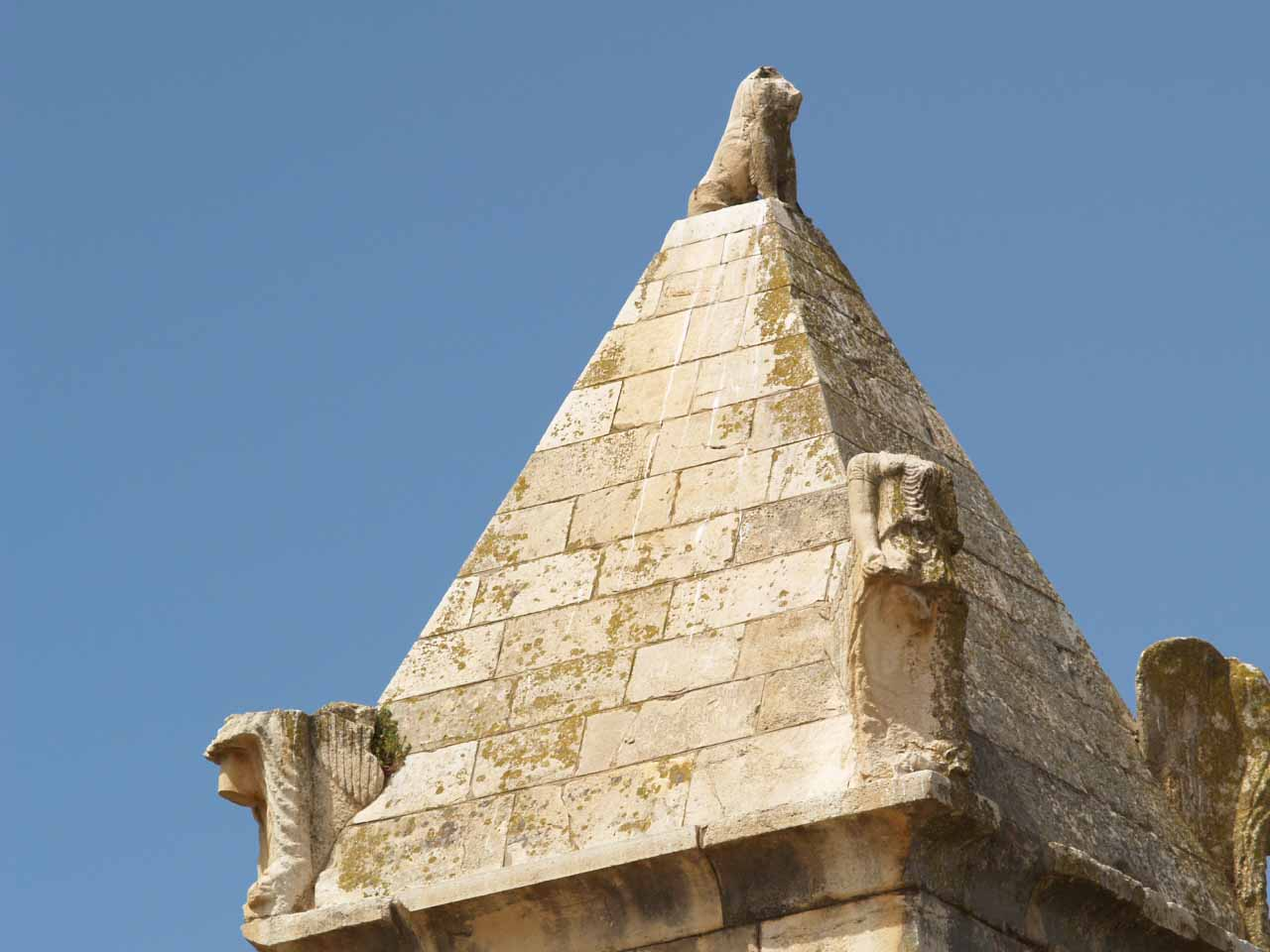
Detalle de las esculturas en el nivel superior

El mausoleo de 21 m de altura se divide en tres niveles, sobre un pedestal de cinco escalones.
En la cara norte del podio, el primero de los tres niveles, una abertura cubierta por una losa conduce a la cámara funeraria. Las otras caras del mausoleo están decoradas con falsas aberturas, las esquinas con pilastras del orden eólico.
El segundo nivel del sepulcro consiste en una columnata en forma de santuario (naiskos). Las columnas de cada lado son del orden jónico. El tercer y último nivel es el más ricamente decorado: además de las pilastras en las esquinas similares a las del primer nivel, está coronado por una pirámide. Los elementos escultóricos han sobrevivido: los grifos están asentados en las esquinas y una cuadriga en una de las caras del nivel superior.

## Inscripción púnica y libia bilingüe.

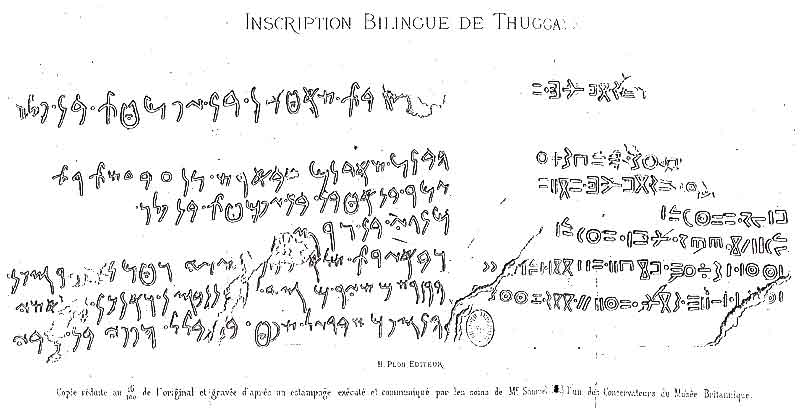
La inscripción bilingüe púnico-libia de Dougga.

La inscripción bilingüe numidiana y púnica-libia ahora en el Museo Británico permitió el desciframiento del alfabeto numidiano:

Aquí está la tumba de Atban, hijo de Iepmatah, hijo de Palu: los obreros de la piedra eran Aborsh hijo de Abdashtart Mengy hijo de Oursken, Zamar hijo de Atban hijo de Iepmatah hijo de Palu, y entre los miembros de su casa estaban Zezy, Temen y Oursken los carpinteros fueron Mesdel hijo de Nenpsen y Anken hijo de Ashy; los trabajadores del metal eran Shepet, hijo de Bilel y Pepy, hijo de Beby.

## Interpretación

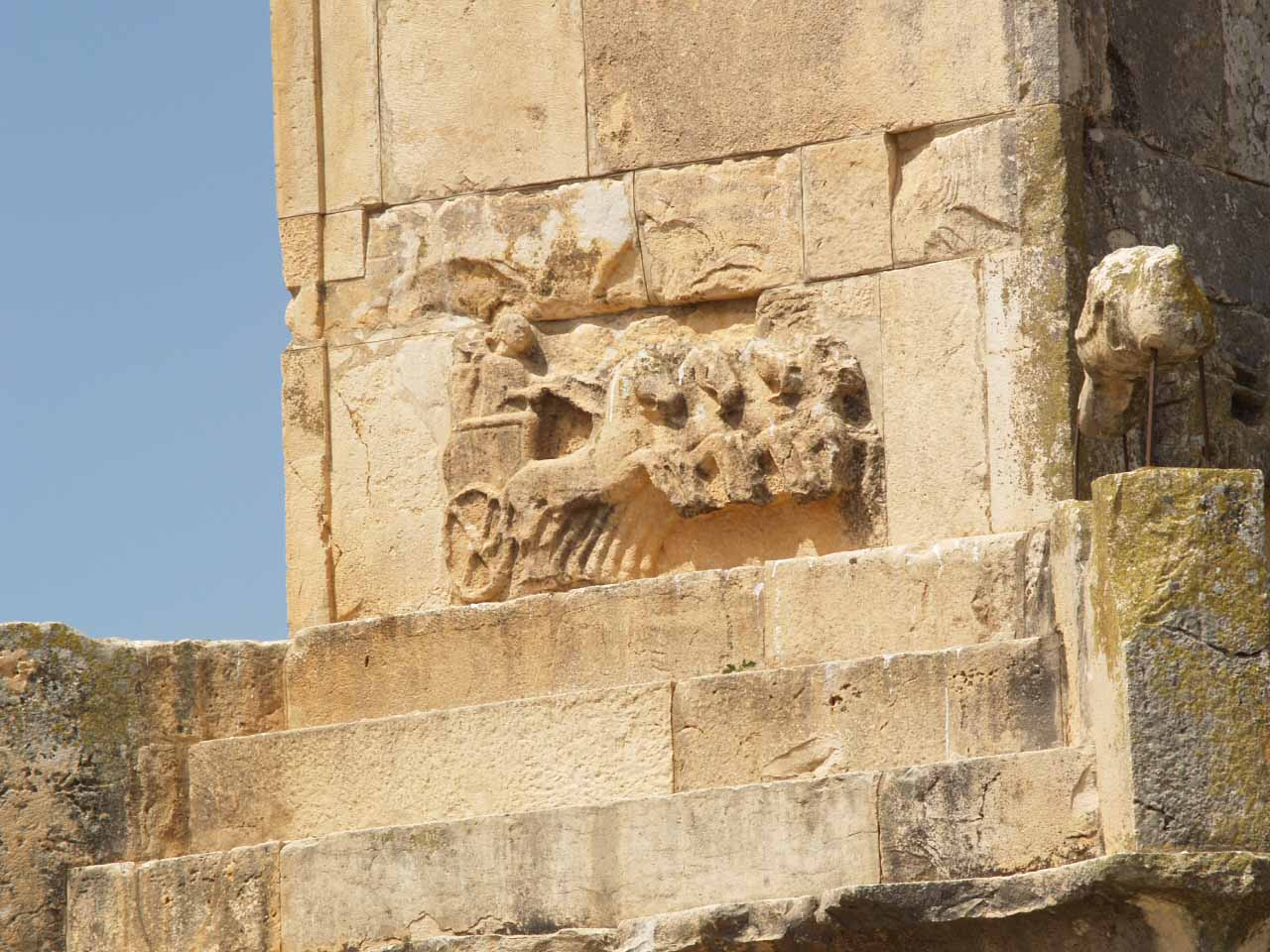
Detalle del friso superior.

El mausoleo libio-púnico a menudo se ha relacionado con los monumentos funerarios de Asia Menor y las necrópolis de Alejandría de los siglos III y II a. C.
Debido a la inscripción, la tumba se considera dedicada a Atban, hijo de Iepmatah, hijo de Palu. Recientemente se ha determinado que la inscripción, que se encuentra al lado de una de las puertas falsas del podio, no fue única. Otra inscripción, irremediablemente dañada, habría señalado el título del ocupante de la tumba.
Según estudios recientes, los nombres mencionados en la inscripción sobreviviente son simplemente constructores del monumento: el arquitecto y los diversos artesanos principales. El monumento habría sido construido por los ciudadanos de la ciudad para un príncipe numidiano. Se cree que posiblemente fue una tumba o cenotafio destinado a Massinissa.